# Gefleckter Kurznasenflughund
Der Gefleckte Kurznasenflughund (Balionycteris maculata) ist die kleinste bekannte Flughundart. Er ist in Indonesien und Malaysia beheimatet und die einzige Art der Gattung Balionycteris.

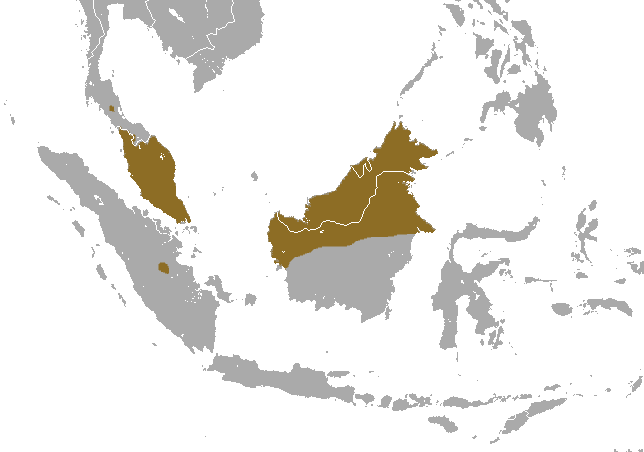
Verbreitungsgebiet von Balionycteris maculata

## Beschreibung
Der Gefleckte Kurznasenflughund unterscheidet sich von anderen Flughunden durch die hell gefleckten Flügel und dadurch, dass er nur ein einziges Paar untere Schneidezähne besitzt. Ähnliche Arten wie Chironax melanocephalus und Arten der Gattung Cynopterus haben zwei Paar untere Schneidezähne und kein Muster auf den Flügeln.
Balionycteris maculata hat große Augen und keinen Schwanz. Das Fell ist weich und dunkelbraun, am Bauch grau-braun. Die Flughaut ist ebenfalls dunkelbraun und weist besonders entlang der Gelenke und Finger helle Flecken auf, die wahrscheinlich der Tarnung dienen. Daumen und Zeigefinger haben jeweils eine Kralle. Die Nasenlöcher sind erweitert und liegen weit auseinander.
Die Kopf-Rumpf-Länge des Gefleckten Kurznasenflughundes beträgt im Schnitt 61 mm bei einem Gewicht von 13,4 g. In Malaysia sind die Männchen kleiner als die Weibchen, unterscheiden sich jedoch nicht im Gewicht. Die Flügelspannweite beträgt 28 cm.

## Lebensweise
Der Gefleckte Kurznasenflughund hat lange, schmale Flügel, was ihn zu einem schnellen Flieger macht. Er ernährt sich von kleinen Früchten unterschiedlicher Baumarten. Bei der Futtersuche beschränkt er sich auf ein Gebiet in einem Umkreis von 1 km rund um den Hangplatz.
Tagsüber hängen die Tiere in kleinen Gruppen von meist einem Männchen mit bis zu neun Weibchen in von Männchen ausgehöhlten Ameisen- und Termitennestern sowie Löchern im Wurzelwerk von epiphytischen Pflanzen. Alleine hängende Tiere sind immer Männchen.

## Fortpflanzung
Weibliche Tiere können ab einem Alter von 10 Monaten zum ersten Mal trächtig werden. Balionycteris maculata gebärt zweimal im Jahr nach einer Tragezeit von etwa 135 Tagen jeweils ein Jungtier. Die Jungtiere werden mit geschlossenen Augen und Ohren geboren und bis zu einem Alter von 40 bis 80 Tagen gesäugt. Das Geburtsgewicht beträgt im Schnitt 3,5 g.

## Verbreitung und Lebensraum
Der Gefleckte Kurznasenflughund kommt in Malaysia und Indonesien vor. Es gibt auch einzelne Berichte über lokale Vorkommen in Thailand. Die Art ist auf Primärregenwald angewiesen.
Ihr Bestand wird von der IUCN dank der weiten Verbreitung als nicht gefährdet eingestuft.